# 뉴기니쥐
뉴기니쥐(Rattus novaeguineae)는 시궁쥐속에 속하는 설치류의 일종이다. 파푸아뉴기니 중부의 일부에서만 발견된다.